# 特沃爾迪察
特沃爾迪察 （Tvarditsa ）是保加利亞的一座城市。位於保加利亞的西部。特沃爾迪察也是同名行政區的行政中心。在2009年12月，特沃爾迪察有人口5,669人 。特沃爾迪察這個名字是來自于堡壘一詞。適合發展旅遊業。特沃爾迪察市內有博物館。